# Dan Curtis
Daniel Curtis, gebürtig Daniel Mayer Cherkoss, genannt Dan (* 12. August 1928 in Bridgeport, Connecticut; † 27. März 2006 in Brentwood, Kalifornien), war ein US-amerikanischer Regisseur, Drehbuchautor und Produzent, der vor allem für seine Beiträge zum Horror-Genre bekannt wurde. Besonders prägend war seine Arbeit an der Gothic-Seifenoper Dark Shadows.

## Leben
Nach seinem Abschluss 1950 an der Syracuse University begann Curtis 1952 bei NBC in der Filmvertriebsabteilung und wechselte danach in einer ähnlichen Funktion zu MCA. Anfang der 60er gründete er Dan Curtis Productions und war als ausführender Produzent für Sportsendungen tätig.
Der Durchbruch gelang ihm 1966 mit der Schöpfung der Fernsehserie Dark Shadows, die durch ihre düstere Atmosphäre, übernatürliche Elemente und Kultcharakter Maßstäbe setzte. Curtis war sowohl als Produzent als auch als gelegentlicher Regisseur der Serie tätig.
Curtis produzierte und inszenierte zahlreiche Fernsehfilme und Fernsehserien, hauptsächlich mit Horror- und Mystery-Themen, darunter: Die Geschichte des Dr. Jekyll & Mr. Hyde und Dracula sowie The Night Stalker (aus dem die Serie Kolchak: The Night Stalker entstand), Intruders, The Night Strangler, Schloss der Vampire, Das Schloss der verlorenen Seelen, Burnt Offerings, Trilogy of Terror und Der letzte Coup der Dalton Gang. In den 80ern wechselte Curtis zu historischen Stoffen und realisierte aufwändige Miniserien, darunter The Winds of War und Feuersturm und Asche, welche ihm mehrere Emmy-Nominierungen und breite Anerkennung einbrachten.
Curtis arbeitete mehrfach mit dem Schauspieler Jack Palance zusammen, der unter seiner Produktion oder Regie u. a. ikonische Hauptrollen als Dr. Jekyll & Mr. Hyde sowie Dracula übernahm.
Curtis war bekannt für seine Mischung aus klassischem Gothic-Horror und psychologischem Drama. Seine Arbeiten trugen zur Popularisierung des Horrorgenres im Fernsehen bei und beeinflussten spätere Formate wie Stephen King's It oder American Horror Story.
Dan Curtis starb 2006 im Alter von 78 Jahren an einem Hirntumor, nur 20 Tage nach dem Tod seiner Ehefrau Norma Mae (geb. Klein), welche mit 75 Jahren an einem Herzschlag starb. Sie waren seit 1952 verheiratet und hatten drei Töchter: Cathy, Tracy sowie Linda, die noch vor ihrer Mutter starb.

## Filmografie
- Dark Shadows (1966, Produzent)
- Die Geschichte des Dr. Jekyll & Mr. Hyde (1968, Produzent)
- Schloss der Vampire (1970, Regie, Produzent)
- Das Schloss der verlorenen Seelen (1971, Regie)
- The Night Stalker (1972, Produzent)
- Dracula (1973, Regie, Produzent)
- The Night Strangler (1973, Regie)
- Trilogy of Terror (1975, Regie, Produzent)
- Burnt Offerings (1976, Regie, Produzent)
- Der letzte Coup der Dalton Gang (1979, Regie, Produzent)
- The Winds of War (1983, Regie)
- Intruders (1992, Produzent)
- Feuersturm und Asche (1995, Produzent)